# イ・ヘソン
イ・ヘソン（ハングル表記：이혜성、1992年11月26日 - ）は、大韓民国のフリーアナウンサー。元韓国放送公社 (KBS) 所属のアナウンサー。2020年5月にKBSに辞表を出した。2020年9月にSM C＆Cと専属契約を締結したが、2023年に専属契約が満了した。

## 学歴
- 2008年 〜 2011年、安谷高等学校（朝鮮語版） 卒業
- 2011年 〜 2015年、ソウル大学校 経営学科 学士

## 経歴
- 2016年 43期 KBS 公開採用のアナウンサー (KBS光州放送総局 2年間 地域の勤務)

## 担当番組

### 過去
テレビ
- 挑戦! ゴールデンベル（2018年10月7日 〜 2019年3月3日、KBS 1TV）
- ヌガヌガ チャラナ（2016年6月7日 〜 、KBS 2TV）